# Даду (город)
Да́ду (урду دادو‎) — город в провинции Синд, Пакистан, центр одноимённого округа. Население — 146 179 чел. (на 2010 год).

## Население
По результатам переписи 1998 года в городе проживало 98 575 человек.
Религия:
- Ислам: 97,49 %
- Индуизм: 2,05 %
- Христианство: 0,37 %
- Ахмадие: 0,08 %
- Прочие: 0,02 %

Языки:
- Синдхи: 50,0 %
- Сирайки: 43,33 %
- Урду: 2,56 %
- Панджаби:1.88 %
- Пушту:1.17 %
- Белуджский:0.42 %
- Прочие:0.28 %